# Bleggio Superiore
Bleggio Superiore là một đô thị ở tỉnh Trento ở vùng Trentino-Alto Adige/Südtirol của Ý, tọa lạc cách 25 km về phía tây của Trento. Tại thời điểm ngày 31 tháng 12 năm 2004, đô thị này có dân số 1.540 người và diện tích là 32.7 km².
Bleggio Superiore giáp các đô thị: Tione di Trento, Bleggio Inferiore, Bolbeno, Fiavè, Zuclo, và Concei.